# Tonning Hammer
Tonning Hammer (Stavanger, 4 agosto 1956) è un ex calciatore norvegese, di ruolo difensore.

## Carriera

### Giocatore

#### Club
Hammer giocò al Viking dal 1978 al 1985, totalizzando 152 presenze e 6 reti in campionato. Con questa maglia, conquistò due campionati (1979 e 1982) e una Norgesmesterskapet (1979). Giocò poi nel Madla e nel Vidar.

#### Nazionale
Conta una presenza per la Norvegia. Il 13 novembre 1982, infatti, fu in campo nella sconfitta per 1-0 contro il Kuwait.

### Allenatore
Nel 1990, fu allenatore del Vidar.

## Palmarès

### Club

#### Competizioni nazionali
- Campionato norvegese: 2

Viking: 1979, 1982
- Coppa di Norvegia: 1

Viking: 1979